# Howard McNamara
Pour les articles homonymes, voir McNamara.
Howard Dennis McNamara (né le 3 août 1893 à Randolph en Ontario au Canada et mort le 4 septembre 1940) est un joueur de hockey sur glace professionnel canadien qui a joué en tant que défenseur au début du XXe siècle. Il joue ainsi entre 1908 et 1920 au sein de différentes équipes canadiennes,. Il remporte la Coupe Stanley avec les Canadiens de Montréal en 1916.

## Biographie

### Débuts
McNamara est le plus jeune frère de Harold  et George McNamara. Natif de l'Ontario, il rejoint les Shamrocks de Montréal pour la saison 1909 de l'Eastern Canada Amateur Hockey Association avec George, les deux frères jouant en tant que défenseurs. Leur équipe se classe deuxième de la saison en perdant leur dernier match, décisif, contre le futur champion : le Club de hockey d'Ottawa. Le 4 décembre, Howard signe avec les Dutchmen de Berlin qui évolue dans l'Ontario Professional Hockey League pour les débuts de la saison 1910 mais finalement il rejoint les Silver Kings de Cobalt de l'ANH, le 1er février 1910, deux mois après Harold.
En 1911, Howard et George retournent dans l'OPHL, cette fois pour les Colts de Waterloo. L'équipe se classe deuxième de la saison puis perd en finale lors d'un match de série joué contre les Professionnels de Galt 8-0. Howard et George changent une nouvelle fois d'équipe pour la saison suivante en signant dans la Ligue de hockey professionnelle maritime pour les Crescents de Halifax puis en 1912, ils sont de retour dans l'ANH avec les Tecumsehs de Toronto, la moins bonne équipe du circuit pour cette saison 1912-1913,. Les deux frères sont surnommés Dynamite Twins en raison de leur jeu rugueux en défense mais finissent une nouvelle fois derniers de l'ANH la saison suivante, avec l'équipe de Toronto qui se nomme désormais les Ontarios. Après le premier match de la saison 1914-1915, l'équipe des Ontarios prend le nom des Shamrocks, huit des joueurs de l'équipe étant d'origine irlandaise. Ce changement de nom ne réussit pas plus que ça à l'équipe qui se classe cinquième sur six de l'ANH.

### Champion de la Coupe Stanley
Le propriétaire de l'équipe de Toronto arrête les activités des Shamrocks avant la saison 1915-1916 alors que Howard McNamara est recruté par les Canadiens de Montréal et nommé capitaine de sa nouvelle équipe. Les Canadiens remportent 16 des 24 matchs joués au cours de la saison régulière et finit à la première place de l'ANH. Howard McNamara joue tous les matchs des Canadiens avec 10 buts et 7 aides. Les Canadiens jouent la finale de la Coupe Stanley contre les Rosebuds de Portland de la PCHA. Les joueurs de McNamara battent les joueurs de la PCHA en cinq rencontres.
La Première Guerre mondiale fait cependant rage en Europe et beaucoup de joueurs sont appelés à sous les drapeaux dont les frères McNamara. C'est alors la création du 228e bataillon de Toronto qui a des équipes dans plusieurs championnats. Les frères McNamara jouent alors dans l'ANH. La direction de l'ANH décide de changer le format pour la saison 1916-1917, en mettant en place deux demi-saisons. Il est prévu que le bataillon joue toute la saison 1916-1917, mais l'équipe est envoyée au front le 10 février 1917 et ne dispute finalement que dix rencontres. À la fin de la saison en question, l'ANH est dissoute et la Ligue nationale de hockey voit le jour.
McNamara signe un nouveau contrat en décembre 1919 avec les Canadiens mais il ne joue finalement que 10 matchs pour la saison 1919-1920 avant de prendre sa retraite. Howard McNamara est mort sur son yacht durant un voyage de pêche près de Deseronto en Ontario le 4 septembre 1940.

## Statistiques
| Saison    | Équipe                    | Ligue  |    | Saison régulière | Saison régulière | Saison régulière | Saison régulière | Saison régulière |   | Séries éliminatoires | Séries éliminatoires | Séries éliminatoires | Séries éliminatoires | Séries éliminatoires |
| Saison    | Équipe                    | Ligue  | PJ | B                | A                | Pts              | Pun              | PJ               | B | A                    | Pts                  | Pun                  |                      |                      |
| 1909      | Shamrocks de Montréal     | ECAH   | 10 | 4                | 0                | 4                | 61               | -                | - | -                    | -                    | -                    |                      |                      |
| 1908-1909 | Canadian Soo Pros         | Exhib. | 2  | 4                | 0                | 4                | 6                | -                | - | -                    | -                    | -                    |                      |                      |
| 1910      | Dutchmen de Berlin        | OPHL   | 8  | 4                | 0                | 4                | 28               | -                | - | -                    | -                    | -                    |                      |                      |
| 1910      | Silver Kings de Cobalt    | ANH    | 6  | 2                | 0                | 0                | 15               | -                | - | -                    | -                    | -                    |                      |                      |
| 1911      | Colts de Waterloo         | OPHL   | 15 | 2                | 0                | 2                | -                | 1                | 0 | 0                    | 0                    | 0                    |                      |                      |
| 1911-1912 | Crescents de Halifax      | LHPM   | 11 | 4                | 0                | 4                | 26               | -                | - | -                    | -                    | -                    |                      |                      |
| 1912-1913 | Tecumsehs de Toronto      | ANH    | 20 | 12               | 0                | 12               | 62               | -                | - | -                    | -                    | -                    |                      |                      |
| 1913-1914 | Ontarios de Toronto       | ANH    | 20 | 7                | 6                | 13               | 36               | -                | - | -                    | -                    | -                    |                      |                      |
| 1914-1915 | Shamrocks de Toronto      | ANH    | 18 | 4                | 1                | 5                | 67               | -                | - | -                    | -                    | -                    |                      |                      |
| 1915-1916 | Canadiens de Montréal     | ANH    | 24 | 10               | 7                | 17               | 119              | 5                | 0 | 0                    | 0                    | 24                   |                      |                      |
| 1916-1917 | 228e bataillon de Toronto | ANH    | 12 | 11               | 3                | 14               | 36               | -                | - | -                    | -                    | -                    |                      |                      |
| 1919-1920 | Canadiens de Montréal     | LNH    | 10 | 1                | 0                | 1                | 4                | -                | - | -                    | -                    | -                    |                      |                      |

La majorité des sites et statistiques disponibles annoncent que McNamara n'a pas inscrit de but au cours de la saison 1910. Pourtant, l'Ottawa Citizen annonce dans son édition du 25 février 1910 deux buts inscrits par le défenseur contre les Canadiens de Montréal.